# Quản lý loài hoang dã
Quản lý loài hoang dã (Wildlife management) hay quản lý động vật hoang dã  là quá trình quản lý ảnh hưởng đến sự tương tác giữa động vật hoang dã, môi trường sống của chúng (và giữa chúng với nhau) trong mối liên hệ vời con người để đạt được các mục tiêu quản lý, các tác động được xác định trước. Việc quản lý này nhằm cố gắng cân bằng nhu cầu của động vật hoang dã với nhu cầu của con người bằng cách sử dụng những nguồn lực khoa học tốt nhất hiện có. Quản lý động vật hoang dã có thể bao gồm bảo tồn động vật hoang dã, săn bắt kiểm soát và kiểm soát loài gây hại. Quản lý động vật hoang dã dựa trên các chuyên ngành bổ trợ cơ bản như toán học, hóa học, sinh học, sinh thái học, khí hậu học và địa lý học để đạt được kết quả tốt nhất. 

## Đại cương
Quản lý động vật hoang dã nhằm mục đích ngăn chặn sự mất mát đa dạng sinh học của Trái đất (được biết đến như là sự kiện tuyệt chủng lần thứ sáu), bằng cách xem xét các nguyên tắc sinh thái như khả năng tải nạp, dung nạp, sự xáo trộn và diễn thế sinh thái và các điều kiện môi trường như địa lý vật lý, địa học và thủy văn. Hầu hết các nhà sinh vật học động vật hoang dã đều quan tâm đến việc bảo tồn và cải thiện môi trường sống mặc dù việc tái hoang dã ngày càng được thực hiện nhiều hơn. Các kỹ thuật có thể bao gồm tái trồng rừng (phục hồi rừng), kiểm soát dịch hại, nitrat hóa và khử nitơ, tưới tiêu, thủy lợi, trồng cây và dựng hàng rào.
Quản lý thú săn là quản lý hoặc kiểm soát động vật hoang dã vì lợi ích cho các trò săn bắn và có thể bao gồm việc giết chóc các động vật khác có cùng ổ sinh thái hoặc động vật ăn thịt để duy trì một quần thể các loài sinh lợi cao hơn, chẳng hạn như gà lôi được đưa vào rừng để sinh sản rộng rãi. Trong cuốn sách Quản lý thú săn năm 1933, Aldo Leopold, một trong những người tiên phong về quản lý động vật hoang dã như một khoa học, đã định nghĩa nó là "nghệ thuật làm cho đất sản xuất ra cây hàng năm bền vững của thú săn hoang dã để săn bắn giải trí". Kiểm soát sinh vật gây hại là kiểm soát các loài gây hại thực sự hoặc có thể nhận biết được và có thể được sử dụng vì lợi ích của động vật hoang dã (thiên địch), nông dân, người trông coi hoặc sự an toàn của con người.
Tại Hoa Kỳ, các hoạt động quản lý động vật hoang dã thường được thực hiện bởi cơ quan chính phủ để tuân thủ luật pháp, chẳng hạn như Đạo luật về các loài nguy cấp. Ở Vương quốc Anh, việc quản lý động vật hoang dã được thực hiện bởi một số tổ chức bao gồm các cơ quan chính phủ như Ủy ban Lâm nghiệp, Tổ chức từ thiện như RSPB và The Wildlife Trusts và những người quản lý thú săn và nhà thầu tư nhân. Luật pháp cũng đã được thông qua để bảo vệ động vật hoang dã như Đạo luật Động vật Hoang dã và Nông thôn năm 1981. Chính phủ Vương quốc Anh cũng hỗ trợ nông dân thông qua Chương trình Quản lý Vùng nông thôn để nâng cao giá trị bảo tồn của các trang trại của họ.

## Hình thức
Có hai hình thức quản lý động vật hoang dã nói chung: Quản lý giám sát là phòng ngừa hoặc bảo vệ động vật. Mục đích là giảm thiểu các tác động bên ngoài đến quần thể và môi trường sống của chúng. Hình thức này thích hợp trong bối cảnh một vườn quốc gia nơi một trong những mục tiêu đã nêu là bảo vệ các quá trình sinh thái, nó cũng thích hợp cho việc bảo tồn các loài bị đe dọa mà mối đe dọa có nguồn gốc bên ngoài hơn là bản chất của hệ thống. Du khách thường không được khuyến khích việc cho động vật ăn.
Thực hành quản lý theo kiểu can thiệp (phương pháp xâm lấn) đối với một quần thể, thay đổi số lượng của nó bằng cách trực tiếp hoặc ảnh hưởng đến số lượng bằng cách gián tiếp làm thay đổi nguồn cung cấp thức ăn, nguồn sống, môi trường sống, mật độ của động vật ăn thịt hoặc tỷ lệ lưu hành các loại bệnh tật. Điều này thích hợp khi một quần thể được thu hoạch, hoặc khi quần thể trượt dốc đến mật độ thấp không thể chấp nhận được hoặc tăng lên mức cao không thể chấp nhận được. Mật độ như vậy chắc chắn là cái nhìn chủ quan của chủ đất và có thể bị tranh cãi về quyền động vật trong cách tiến hành. 